# Sparus czarnolicy
Sparus czarnolicy (Acanthopagrus bifasciatus) – gatunek ryby promieniopłetwej z rodziny prażmowatych, występujący w tropikalnych wodach Oceanu Indyjskiego oraz w Morzu Czerwonym na głębokości 2–20 m. Osiąga długość 0,5 m.